# Сан-Джорджо-а-Кремано
Сан-Джорджо-а-Кремано (итал. San Giorgio a Cremano) — коммуна в Италии, располагается в области Кампания, в провинции Неаполь.
Население составляет 52 807 человек (на 2001 г.), плотность населения составляет 12 351,09 чел./км². Занимает площадь 4,11 км². Почтовый индекс — 80046. Телефонный код — 081.
Покровителем населённого пункта считается Святой Георгий. Праздник ежегодно празднуется 23 апреля.
В городе расположен железнодорожный музей.